# سانت جيدغي (كورنوال)
سانت جيدغي (بالإنجليزية: St Jidgey)‏ هي قرية تقع في المملكة المتحدة في كورنوال.